# Заливска јесетра
Заливска јесетра (Acipenser oxyrinchus desotoi) је подврста јесетре оштроноске (Acipenser oxyrinchus), зракоперке из реда Acipenseriformes и породице јесетри (Acipenseridae). 

## Распрострањење
Ареал врсте је ограничен на амерички део Мексичког залива и река које се уливају у њега.

## Станиште
Станишта врсте су морски екосистеми, речни екосистеми и слатководна подручја. Врста је присутна на подручју централни западни Атлантик и слатководним притокама Мексичког залива. 

## Угроженост
Ова врста се сматра рањивом у погледу угрожености врсте од изумирања.